# 陈志坚 (1966年)
陈志坚（1966年1月—），泉州安溪人，美国生物化学家，得克萨斯大学西南医学中心分子生物学系教授。美国国家科学院院士。
他最有名的工作是使用生物化学方法发现未锚泛素链在激酶活动中的角色，线粒体和普里昂式的线粒体抗病毒信号蛋白在炎症和免疫信号中的参与。陈志坚目前担任生物医学科学乔治·麦格雷戈特聘讲座，且是霍华德·休斯医学研究所的研究员。

## 生平
陈志坚出生于泉州市安溪县长坑乡南斗村。1981年，陈志坚毕业于安溪一中。后考入福建师范大学生物系。1985年，陈志坚考取福建师范大学生物化学专业硕士研究生，导师为余宝笙教授。同年考入纽约州立大学水牛城分校攻读博士学位。 1991年，陈志坚博士毕业。
1991年至1992年，陈志坚在索克研究所完成生物化学博士后研究。1997年，陈志坚加入德克萨斯大学西南医学研究中心。
2005年，获美国海克曼化学奖（The Norman Hackerman award in chemical research）。2007年，获杜奈尔科学奖（The Edith and Peter O'Donnell Awards）。2012年，获美国科学院杰出科学家奖（分子生物学）。
2014年4月，当选美国国家科学院院士。
2024年，陈志坚获得拉斯克基础医学研究奖。